# Thibaut de Vernon
 (avril 2021).
Si vous disposez d'ouvrages ou d'articles de référence ou si vous connaissez des sites web de qualité traitant du thème abordé ici, merci de compléter l'article en donnant les références utiles à sa vérifiabilité et en les liant à la section « Notes et références ».
 (avril 2021).
La mise en forme du texte ne suit pas les recommandations de Wikipédia : il faut le « wikifier ».
Les points d'amélioration suivants sont les cas les plus fréquents :
- Les titres sont pré-formatés par le logiciel. Ils ne sont ni en capitales, ni en gras.
- Le texte ne doit pas être écrit en capitales (les noms de famille non plus), ni en gras, ni en italique, ni en « petit »…
- Le gras n'est utilisé que pour surligner le titre de l'article dans l'introduction, une seule fois.
- L'italique est rarement utilisé : mots en langue étrangère, titres d'œuvres, noms de bateaux, etc.
- Les citations ne sont pas en italique mais en corps de texte normal. Elles sont entourées par des guillemets français : « et ».
- Les listes à puces sont à éviter, des paragraphes rédigés étant largement préférés. Les tableaux sont à réserver à la présentation de données structurées (résultats, etc.).
- Les appels de note de bas de page (petits chiffres en exposant, introduits par l'outil «  Source ») sont à placer entre la fin de phrase et le point final[comme ça].
- Les liens internes (vers d'autres articles de Wikipédia) sont à choisir avec parcimonie. Créez des liens vers des articles approfondissant le sujet. Les termes génériques sans rapport avec le sujet sont à éviter, ainsi que les répétitions de liens vers un même terme.
- Les liens externes sont à placer uniquement dans une section « Liens externes », à la fin de l'article. Ces liens sont à choisir avec parcimonie suivant les règles définies. Si un lien sert de source à l'article, son insertion dans le texte est à faire par les notes de bas de page.
- La présentation des références doit suivre les conventions bibliographiques. Il est recommandé d'utiliser les modèles {{Ouvrage}}, {{Chapitre}}, {{Article}}, {{Lien web}} et/ou {{Bibliographie}}. Le mode d'édition visuel peut mettre en forme automatiquement les références.
- Insérer une infobox (cadre d'informations à droite) n'est pas obligatoire pour parachever la mise en page.

Pour une aide détaillée, merci de consulter Aide:Wikification.
Si vous pensez que ces points ont été résolus, vous pouvez retirer ce bandeau et améliorer la mise en forme d'un autre article.
Thibaut de Vernon était un chanoine du chapitre cathédral de Rouen, qui a vécu au XIe siècle.

## Biographie
Tout ce que l’on sait de ce chanoine provient de l’Inventio et miracula sancti Vulfranni. Ce texte, relatant la découverte au XIe siècle à l'abbaye de Saint-Wandrille des reliques de saint Vulfran et les miracles accomplis par ce saint post mortem, est contenu dans le manuscrit 332 (anc. A 34) de la Bibliothèque municipale du Havre. L'auteur, un moine de l'abbaye de Saint-Wandrille (anc. Fontenelle), rapporte un dialogue entre Robert Ier, 32e abbé de Saint-Wandrille (1048-1063), et le chanoine rouennais Thibaut de Vernon, qui lui avoue avoir recouvré son acuité visuelle grâce à un miracle de saint Vulfran accompli après la procession de ses reliques à Rouen en 1053. Puis le moine fontenellien ajoute cette précision :
« Hic quippe est ille Tetbaldus Vernonensis, qui multorum gesta sanctorum, sed et sancti Wandregisili, a sua latinitate transtulit, atque in communis linguę usum satis facunde refudit, ac sic ad quandam tinnuli rithmi similitudinem urbanas ex illis cantilenas edidit ». »
« C'est ce fameux Thibaut de Vernon qui a traduit de leur latinité les vies de nombreux saints - y compris de saint Wandrille - et qui les a restituées assez éloquemment en usant de la langue vulgaire et ainsi en a tiré des cantilènes élégantes produisant un effet semblable à un tintement rythmique. »
Il ne peut y avoir aucun doute sur le siècle auquel se rattache Thibaut de Vernon, car le moine de Fontenelle qualifie le duc Guillaume de Normandie de Normanorum comes et non d'Anglorum rex. Le terminus ante quem peut donc être fixé à 1066, et même à 1063 (date de la mort de l'abbé Robert Ier), les miracles étant censés s'être produits entre 1053 et 1057. Il s'ensuit que la chanoine rouennais, qui avait en partie perdu la vue, devait avoir une soixantaine d'années au moment des faits ; il était donc né au début du XIe siècle, voire à l'extrême fin du Xe siècle, et son activité littéraire peut se situer dans le deuxième tiers du XIe siècle.
Dans une étude consacrée à « L'école capitulaire de Rouen au XIe siècle », Jean-Michel Bouvris croit pouvoir identifier le chanoine de la cathédrale de Rouen avec un Tetboldus Gramaticus (« Thibaut le Grammairien »), qui apparaît parmi les signataires d'une notice insérée dans le cartulaire de l'abbaye rouennaise de la Trinité-du-Mont.

## Œuvres
Malheureusement, aucune œuvre en vers de Thibaut de Vernon ne nous est parvenue, et seule une Cantilène de saint Wandrille est expressément citée par le moine de Fontenelle. Avec l'abbé Gervais de La Rue, on peut donc considérer à juste titre le chanoine rouennais comme « le plus ancien Trouvère [normand] dont le nom soit parvenu jusqu'à nous », mais la plus grande prudence s'impose quant à l'attribution d'œuvres.
Dans une communication lue le 1er août 1749 à l'Académie royale des inscriptions et belles-lettres, Pierre-Alexandre Levesque de La Ravalière affirma que « Thibaut de Vernon chanoine de Rouen, qui écrivoit vers le milieu du XIIe siècle » pouvait bien être l'auteur de plusieurs textes du manuscrit de la Bibliothèque nationale de France, fr. 23112 (anc. Sorbonne 310), dont il offrait la notice. C'est cette communication qui a généré le mythe d'un Thibaut de Vernon du XIIe siècle. La légèreté de l'argumentation laisse songeur : seul un clerc rouennais pourrait avoir composé Li Miracles du clerc de Roem (fol. 316c), un instant tenté par le mariage et remis sur le droit chemin par la Vierge ; la proximité dans le manuscrit (fol. 314c) de L'Aventure au chevalier, malheureux en amour avant d'être secouru par la Vierge, suffirait à assurer son attribution à Thibaut de Vernon, et pour faire bonne mesure, pourquoi ne pas lui attribuer aussi la Vie de sainte Thaïs (fol. 96c, en réalité, extraite du Poème moral ) ?
Avec plus de vraisemblance, dans son édition de 1872 de la Vie de saint Alexis, Gaston Paris a cru trouver en Thibaut de Vernon l'auteur du premier grand texte de la littérature française, qu'il datait vers 1040. Mais l'illustre romaniste reconnaissait avec beaucoup de lucidité : « Toutefois ce n'est là qu'une hypothèse, et si elle n'a rien contre elle, elle a le défaut de n'avoir pour elle aucun fait positif ».
Moins heureux dans l'interprétation du passage cité de l'Inventio et miracula sancti Vulfranni, Léon Herrmann ajouta à la confusion en prétendant que Thibaut de Vernon serait l'auteur, entre autres œuvres, non de la Chanson de saint Alexis, mais d'une vie versifiée en latin Praestans magnatis, summae vir nobilitatis, attribuée à Marbode.

### Édition, partielle ou complète, de l'Inventio et miracula sancti Vulfranni
- Luc d'Achery, Veterum aliquot scriptorum, qui in Galliae bibliothecis, maxime Benedictinorum latuerant, spicilegium, t. III, Paris, 1659, p. 248-270.
- Bollandistes, Acta sanctorum. Martii tomus III, Anvers, 1668, p. 148-161.
- Jean Mabillon, Acta sanctorum ordinis s. Benedicti, t. III/1, Paris, 1672, p. 366-381, en part. p. 378-379 ; réédité à Venise, 1734, p. 350-364, en part. p. 360-361.
- Jean Laporte éd., Inventio et miracula sancti Vulfranni, Rouen, 1938 [Mélanges de la Société de l'histoire de Normandie, 14e série]. C'est cette édition qui fait référence aujourd'hui.

### Paraphrase du passage concernant Thibaut de Vernon
- Jean Mabillon, Annales ordinis s. Benedicti, t. IV, Paris, 1707, p. 541-542 ; réédité à Lucques, 1739, p. 498.

### Sur Thibaut de Vernon, chanoine duXIesiècle
- Histoire de l'église cathédrale de Rouen, métropolitaine et primatiale de Normandie, Rouen, 1686, p. 282.
- Histoire litéraire [sic] de la France, t. 7, Paris, 1746, p. 512-513.
- Gervais de La Rue, chap. « Thibaut de Vernon » dans Essais historiques sur les bardes, les jongleurs et les trouvères normands et anglo-normands, t. II, Rouen, 1834, p. 13-18.
- Gaston Paris et Léopold Pannier, La Vie de saint Alexis, poème du XIe siècle et renouvellements des XIIe, XIIIe et XIVe siècles, Paris, 1872, p. 43-45.
- Georges Dubosc, « À propos d'un manuscrit du XIe siècle : La Vie de saint Alexis », dans Journal de Rouen du mercredi 25 août 1926, p. 2.
- Léon Herrmann, « Thiébaut de Vernon », dans Le Moyen Âge, t. 50 (1940), p. 30-43.
- Bernard Leblond, L'accession des Normands de Neustrie à la culture occidentale (Xe – XIe siècles), Paris, 1966, p. 200-202.
- Jean-Michel Bouvris, « L'école capitulaire de Rouen au XIe siècle », dans Études normandes, t. 35/3 (1986), p. 89-103, en part. p. 96-97.

### Sur Thibaut de Vernon, chanoine rattaché à tort auXIIesiècle
- Pierre-Alexandre Levesque de La Ravalière, « Notice d'un manuscrit françois conservé dans la bibliothèque de Sorbonne », dans Histoire de l'Académie royale des inscriptions et belles-lettres, t. 23, Paris, 1756, p. 254-261, en part. p. 259-261.
- Pierre-Louis Ginguené, « Thibaut de Vernon », dans Histoire littéraire de la France, t. 13, Paris, 1814, p. 112-114.
- Joseph-Victor Leclerc, « Fabliaux », dans Histoire littéraire de la France, t. 23, Paris, 1856, p. 116 et 123.
- Anne-Françoise Labie-Leurquin et Sara I. James, « Thibaut de Vernon », dans Dictionnaire des lettres françaises. Le Moyen Âge, nouv. éd., Paris, 1992, p. 1426.